# Павлово (Томская область)
Па́влово — посёлок в Каргасокском районе Томской области, Россия. Входит в состав Каргасокского сельского поселения.
В 2024 году в состав села включён упразднённый посёлок Пашня.

## География
Павлово находится на востоке Каргасокского района, недалеко от административной границы с Парабельским районом. Село на востоке огибает река Парабель. С запада к населённому пункту примыкает трасса Томск—Каргасок. Менее, чем в 0,5 км южнее расположена деревня Пашня. Расстояние до посёлка Геологический — около 3 км на север по автротрассе.

## Население
| 2002 | 2010 | 2012 | 2013 | 2014 | 2015 | 2021 |
| ---- | ---- | ---- | ---- | ---- | ---- | ---- |
| 661  | ↘615 | ↘604 | ↘602 | ↘592 | ↘583 | ↘550 |

## Социальная сфера и экономика
В селе есть библиотека, школа и фельдшерско-акушерский пункт.
Основу экономической жизни составляют сельское хозяйство и розничная торговля.
C 2004 г. в селе действует селькупская община «Дикоросы».

## Средства массовой информации

### Радиостанции
- 101,7 МГц — Радио Сибирь (из Каргаска)
- 102,5 МГц — Радио России / ГТРК Томск[10]

### Телевидение
Вещание ведётся с местного телецентра, в том числе на Каргасок.
Эфирное цифровое вещание
- Первый мультиплекс цифрового телевидения России (пакет цифровых телеканалов «РТРС-1»)
- Второй мультиплекс цифрового телевидения России (пакет цифровых телеканалов «РТРС-2»)